# 拉姆·钱德拉·保德尔
拉姆·钱德拉·保德尔（羅馬化：Ram Chandra Paudel，1944年10月15日—），尼泊尔政治人物，第三任尼泊尔总统。保德尔是尼泊尔大会党前高级领导人，于2023年3月9日当选总统，3月13日下午宣誓就职。